# The Sleeping Lion
The Sleeping Lion er en amerikansk stumfilm fra 1919 af Rupert Julian.

## Medvirkende
- Monroe Salisbury som Tony
- Pat Moore som Tony
- Rhea Mitchell som Kate Billings
- Herschel Mayall som Durant
- Alfred Allen som Doharney